# Désirée Steiner
Désirée Steiner (* 9. August 1998) ist eine Schweizer Skilangläuferin.

## Werdegang
Steiner, die für den SC Davos startet, nahm von 2014 bis 2018 an U18 und U20-Rennen im Alpencup teil. Dabei belegte sie in der Saison 2016/17 den sechsten Platz und  in der Saison 2017/18 den zweiten Platz in der U20-Gesamtwertung. Beim Europäischen Olympischen Winter-Jugendfestival 2015 in Steg errang sie den 35. Platz über 5 km Freistil und den 30. Platz über 7,5 km klassisch. In der Saison 2015/16 wurde sie Schweizer Meisterin mit der Staffel und kam bei den Olympischen Jugend-Winterspielen 2016 in Lillehammer auf den 15. Platz im Cross, auf den 11. Rang über 5 km klassisch sowie auf den achten Platz im Sprint. Bei den Junioren-Skiweltmeisterschaften 2017 in Soldier Hollow lief sie auf den 35. Platz im Skiathlon, auf den 17. Rang im Sprint sowie auf den achten Platz mit der Staffel und bei den Junioren-Skiweltmeisterschaften 2018 in Goms auf den 28. Platz im Sprint, auf den 16. Rang im Skiathlon, auf den 12. Platz über 5 km klassisch sowie auf den neunten Platz mit der Staffel. In der Saison 2018/19 nahm sie in Davos erstmals am Skilanglauf-Weltcup teil, wobei sie den 64. Platz im Sprint errang und erstmals in Valdidentro am Alpencup teil, wobei sie den 25. Platz im Sprint errang. Im Januar 2019 erreichte sie in Nové Město mit dem dritten Platz im Sprint ihre erste Podestplatzierung im Alpencup. Bei den U23-Weltmeisterschaften 2019 in Lahti belegte sie den 39. Platz im 15-km-Massenstartrennen sowie den 15. Rang im Sprint und bei den U23-Weltmeisterschaften im folgenden Jahr in Oberwiesenthal den 31. Platz im Sprint, den 29. Rang im 15-km-Massenstartrennen den 21. Platz über 10 km klassisch sowie den 12. Rang mit der Staffel. Zudem siegte sie bei den Schweizer Meisterschaften 2020 in Realp über 5 km klassisch und errang in der Saison 2019/20 mit fünf Top-Zehn-Platzierungen den fünften Platz in der Gesamtwertung des Alpencups. In der Saison 2020/21 wurde sie Zweite in dieser Wertung und lief bei den U23-Weltmeisterschaften in Vuokatti auf den 35. Platz über 10 km Freistil, auf den 27. Rang im Sprint sowie auf den 11. Platz mit der Staffel. In der folgenden Saison erreichte sie beim Alpencup in Planica den zweiten Platz über 10 km klassisch und zum Saisonende den fünften Platz in der Gesamtwertung.
Nachdem Steiner zu Beginn der Saison 2022/23 im Sprint in St. Ulrich am Pillersee ihr erstes Rennen im Alpencup gewinnen konnte, holte sie in Les Rousses mit dem 18. Platz im Sprint ihre ersten Weltcuppunkte. Beim Saisonhöhepunkt, den Nordischen Skiweltmeisterschaften 2023 in Planica belegte sie den 32. Platz im Sprint. In der Saison 2023/24 kam sie beim Weltcup in Östersund mit dem 16. Platz im Sprint erneut in die Punkteränge.

## Erfolge

### Nordische Skiweltmeisterschaften
- 2023 Planica: 32. Platz Sprint klassisch

### Siege bei Continental-Cup-Rennen
| Nr. | Datum             | Ort                     | Disziplin        | Serie    |
| --- | ----------------- | ----------------------- | ---------------- | -------- |
| 1.  | 17. Dezember 2022 | St. Ulrich am Pillersee | Sprint klassisch | Alpencup |

## Platzierungen im Weltcup

### Weltcup-Statistik
Die Tabelle zeigt die erreichten Platzierungen im Einzelnen.
- 1.–3. Platz: Anzahl der Podiumsplatzierungen
- Top 10: Anzahl der Platzierungen unter den ersten zehn
- Punkteränge: Anzahl der Platzierungen innerhalb der Punkteränge
- Starts: Anzahl gelaufener Rennen in der jeweiligen Disziplin
- Hinweis: Bei den Distanzrennen erfolgt die Einordnung gemäß FIS.

| Platzierung               | Distanzrennen a | Distanzrennen a | Distanzrennen a | Distanzrennen a | Distanzrennen a | Skiathlon Verfolgung | Sprint | Etappen- rennen b | Gesamt | Team   | Team    |
| Platzierung               | ≤ 5 km          | ≤ 10 km         | ≤ 15 km         | ≤ 30 km         | > 30 km         | Skiathlon Verfolgung | Sprint | Etappen- rennen b | Gesamt | Sprint | Staffel |
| ------------------------- | --------------- | --------------- | --------------- | --------------- | --------------- | -------------------- | ------ | ----------------- | ------ | ------ | ------- |
| 1. Platz                  |                 |                 |                 |                 |                 |                      |        |                   |        |        |         |
| 2. Platz                  |                 |                 |                 |                 |                 |                      |        |                   |        |        |         |
| 3. Platz                  |                 |                 |                 |                 |                 |                      |        |                   |        |        |         |
| Top 10                    |                 |                 |                 |                 |                 |                      | 1      |                   | 1      | 1      | 1       |
| Punkteränge               |                 | 5               | 1               | 3               |                 | 1                    | 19     | 1                 | 30     | 2      | 1       |
| Starts                    |                 | 12              | 1               | 4               |                 | 3                    | 26     | 1                 | 47     | 2      | 1       |
| Stand: Saisonende 2024/25 |                 |                 |                 |                 |                 |                      |        |                   |        |        |         |

### Weltcup-Gesamtplatzierungen
| Saison  | Gesamt | Gesamt | Distanz | Distanz | Sprint | Sprint |
| Saison  | Punkte | Platz  | Punkte  | Platz   | Punkte | Platz  |
| ------- | ------ | ------ | ------- | ------- | ------ | ------ |
| 2022/23 | 94     | 88.    | 14      | 106.    | 80     | 60.    |
| 2023/24 | 622    | 37.    | 137     | 47.     | 365    | 21.    |
| 2024/25 | 39     | 125.   | 6       | 137.    | 33     | 87.    |